# Port lotniczy Ocha
Port lotniczy Ocha (IATA: OHH, ICAO: UHSH) – port lotniczy położony we wsi Nowostrojka, koło miasta Ocha w obwodzie sachalińskim, w Rosji.

## Linie lotnicze i połączenia
| Linia Lotnicza   | Kierunek                         |
| ---------------- | -------------------------------- |
| Aurora           | 1. Chabarowsk 2. Jużnosachalińsk |
| Yakutia Airlines | 1. Chabarowsk                    |